# Alergia al pescado
La alergia al pescado es una hipersensibilidad inmunológica a las proteínas presentes en el pescado. Los síntomas pueden aparecer de forma rápida o gradual. En este último caso, pueden tardar horas o días en manifestarse. Los síntomas rápidos pueden incluir anafilaxia, una condición potencialmente mortal que requiere tratamiento con epinefrina. Otras manifestaciones pueden incluir dermatitis atópica o inflamación del esófago. El pescado es uno de los ocho alérgenos alimentarios comunes responsables del 90 % de las reacciones alérgicas a los alimentos, junto con la leche de vaca, huevos, trigo, mariscos, cacahuates, frutos secos y soya.
A diferencia de las alergias en la primera infancia a la leche y los huevos, que a menudo disminuyen con la edad, la alergia al pescado suele aparecer en niños en edad escolar y persiste en la adultez. Los principales factores de persistencia en adultos son la anafilaxia, altos niveles de inmunoglobulina E (IgE) específica para el pescado y una fuerte respuesta en la prueba cutánea. No está claro si la introducción temprana de pescado en la dieta de los bebés de entre 4 y 6 meses disminuye el riesgo de desarrollar alergia al pescado. La alergia al pescado de inicio en la edad adulta es común en trabajadores de la industria pesquera y de procesamiento de pescado.

## Signos y síntomas

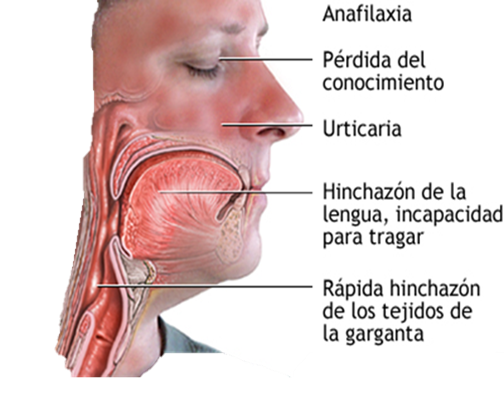
Anafilaxia.

Las alergias alimentarias, en general, suelen presentar síntomas en cuestión de minutos a horas cuando la respuesta es mediada por IgE, lo cual puede incluir anafilaxia. Los síntomas pueden ser erupción cutánea, urticaria, picazón en la boca, labios, lengua, garganta, ojos, piel u otras áreas, hinchazón de labios, lengua, párpados o todo el rostro, dificultad para tragar, secreción o congestión nasal, voz ronca, sibilancias, dificultad para respirar, diarrea, dolor abdominal, mareos, desmayos, náuseas o vómitos.Las respuestas no mediadas por IgE ocurren entre horas y días después de consumir el alimento alergénico y no son tan graves como los síntomas mediados por IgE. Los síntomas de las alergias varían de una persona a otra y de un incidente a otro.
La anafilaxia, una respuesta potencialmente mortal, se caracteriza por dificultad respiratoria, manifestada a través de sibilancias, dificultad para respirar y cianosis, además de compromiso circulatorio que puede incluir pulso débil, piel pálida y desmayos. Esto puede ocurrir cuando se liberan anticuerpos IgE y aparecen síntomas severos en áreas del cuerpo que no tuvieron contacto directo con el alérgeno. Sin tratamiento, la respuesta general puede llevar a vasodilatación, generando una situación de baja presión sanguínea llamada choque anafiláctico.

## Causas

### Consumo de pescado
La causa suele ser el consumo de pescado o de alimentos que contienen pescado. Una vez que se ha producido una reacción alérgica, generalmente persiste como una sensibilidad de por vida. En resumen, el sistema inmunológico reacciona de forma exagerada a las proteínas presentes en el pescado, principalmente a la parvalbúmina, aunque a veces también a otras proteínas como el colágeno de pescado. La reacción alérgica a los mariscos y crustáceos como langosta y camarones es causada por una proteína diferente, la tropomiosina, por lo que no existe reactividad cruzada entre la alergia al pescado y a los mariscos.

### Contaminación cruzada
La contaminación cruzada, también llamada contacto cruzado (o reactividad cruzada), ocurre cuando los alimentos se procesan en fábricas, mercados de alimentos o al prepararse para cocinar en restaurantes y cocinas domésticas. Las proteínas alergénicas se transfieren de un alimento a otro.

### Parásito del pescado

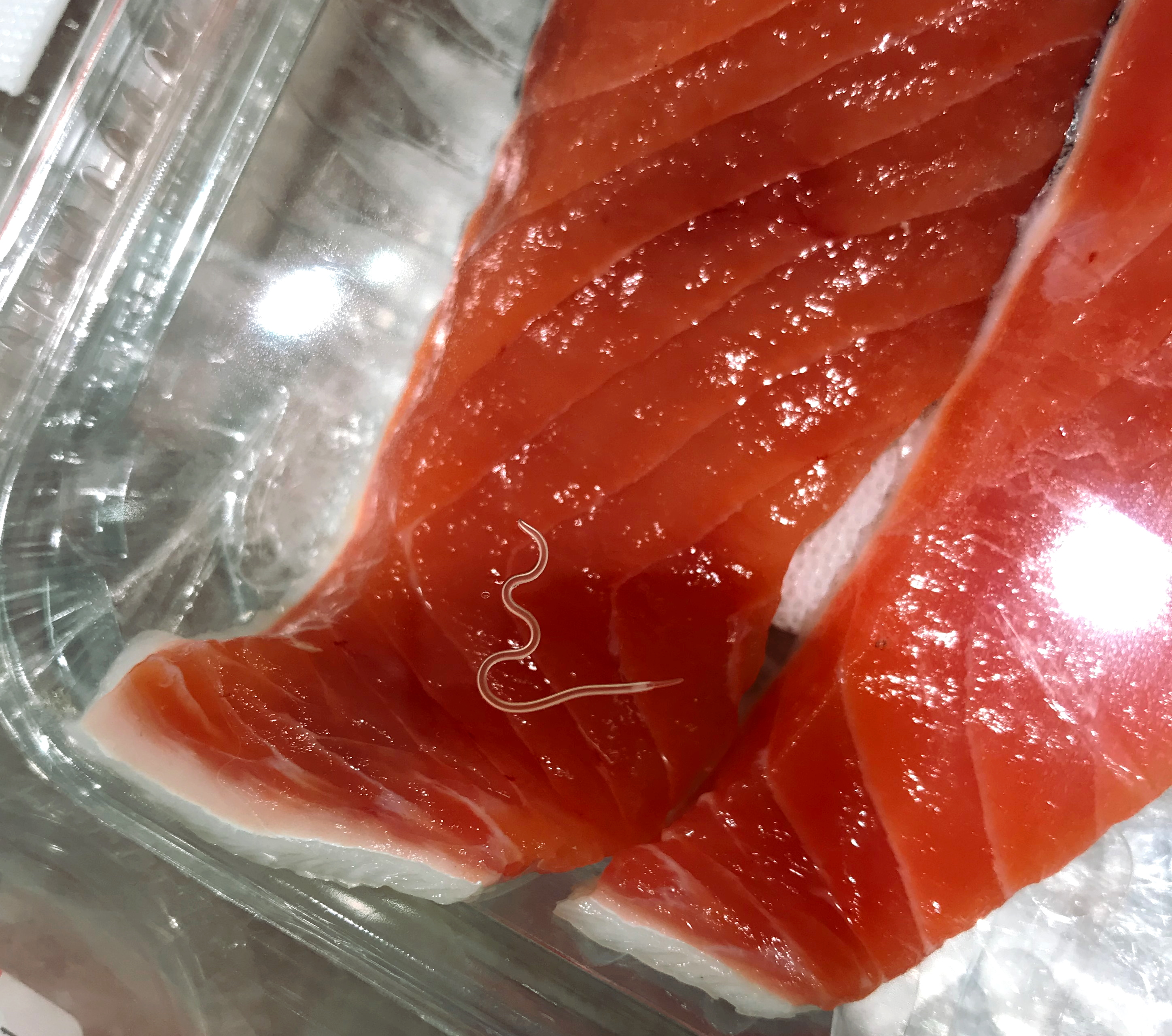
Nematodo anisakis sin enrollar (aproximadamente dos centímetros) en salmón crudo.

El parásito anisakis es un género de nematodos que se encuentra en peces marinos de agua salada y en peces anádromos que migran de los océanos a los ríos para reproducirse, así como en calamares. Los anisakis son directamente infecciosos para los humanos cuando se consume pescado o calamar crudo o ligeramente procesado, provocando una condición llamada anisakiasis. Los síntomas incluyen dolor abdominal intenso, náuseas y vómitos. Además, puede haber una reacción alérgica a las proteínas de anisakis, incluso si el alimento en cuestión fue congelado o cocido previamente, ya que algunas de las proteínas de los nematodos son resistentes al calor. Las reacciones alérgicas pueden incluir urticaria, asma y reacciones anafilácticas verdaderas.

### Exposición ocupacional
Un estudio de 1990 estimó que unos 28,5 millones de personas en todo el mundo trabajaban en la industria de los mariscos: pesca, acuicultura, procesamiento y cocción industrial. Los hombres predominan en la pesca, mientras que las mujeres predominan en las instalaciones de procesamiento. La exposición a proteínas alergénicas de pescado incluye la inhalación de aerosoles húmedos provenientes del manejo de pescado fresco, la inhalación de aerosoles secos provenientes del procesamiento de harina de pescado y el contacto cutáneo a través de cortes en la piel. La prevalencia de asma inducida por mariscos en adultos es de aproximadamente 10 % (mayor para crustáceos y menor para pescado). La prevalencia de reacciones alérgicas en la piel, a menudo caracterizadas por erupciones con picazón (urticaria), varía entre el 3 % y el 11 %. Los problemas de salud inducidos por el pescado se deben principalmente a la proteína parvalbúmina, que desencadena una respuesta inmunológica mediada por IgE.

### Ejercicio como factor contribuyente
El ejercicio puede ser un factor contribuyente a una respuesta alérgica alimentaria. Existe una condición llamada anafilaxia inducida por el ejercicio dependiente de los alimentos. Para las personas con esta condición, el ejercicio solo no es suficiente, ni tampoco el consumo de un alimento al que tienen una alergia leve; sin embargo, cuando el alimento en cuestión se consume dentro de unas horas antes de realizar ejercicio de alta intensidad, el resultado puede ser anafilaxia. El pescado es mencionado específicamente como un alimento causante. Una teoría sugiere que el ejercicio estimula la liberación de mediadores como la histamina de los mastocitos activados por IgE. Dos de las revisiones postulan que el ejercicio no es esencial para el desarrollo de síntomas, sino que es uno de varios factores de aumento, citando evidencia de que el alimento causante en combinación con alcohol o aspirina puede resultar en una reacción anafiláctica respiratoria.

## Mecanismos

### Respuesta alérgica
Las condiciones causadas por alergias alimentarias se clasifican en tres grupos según el mecanismo de la respuesta alérgica:
1. Mediada por IgE (clásica): el tipo más común, que manifiesta cambios agudos poco después de la ingesta y puede progresar a anafilaxia.
2. No mediada por IgE: caracterizada por una respuesta inmunitaria que no involucra inmunoglobulina E; puede ocurrir horas o días después de la ingestión, lo que complica el diagnóstico.
3. Mediada por IgE y no mediada por IgE: una combinación de los dos tipos anteriores.

Las reacciones alérgicas son respuestas hiperactivas del sistema inmunológico a sustancias generalmente inofensivas, como proteínas de los alimentos. No se sabe completamente por qué algunas proteínas desencadenan reacciones alérgicas y otras no. Una teoría sugiere que las proteínas que resisten la digestión en el estómago, y que llegan al intestino delgado casi intactas, tienen más probabilidades de ser alergénicas. Sin embargo, estudios han demostrado que la digestión puede eliminar, reducir, no tener efecto o incluso aumentar la alergenicidad de los alérgenos alimentarios. El calor de la cocción puede desnaturalizar las proteínas, lo que potencialmente las hace menos alergénicas.
La fisiopatología de las respuestas alérgicas puede dividirse en dos períodos. El primero es una respuesta aguda que ocurre inmediatamente después de la exposición a un alérgeno. Esta fase puede desaparecer o progresar a una «reacción de fase tardía» que prolonga significativamente los síntomas y provoca un mayor daño en los tejidos. En las etapas iniciales de la reacción alérgica aguda, los linfocitos previamente sensibilizados a una proteína específica reaccionan produciendo rápidamente un tipo particular de anticuerpo conocido como IgE secretada (IgEs), que circula en la sangre y se une a receptores específicos de IgE en la superficie de otras células inmunitarias como los mastocitos y basófilos, ambos involucrados en la respuesta inflamatoria aguda. Los mastocitos y basófilos activados sufren un proceso llamado desgranulación, durante el cual liberan histamina y otros mediadores inflamatorios (citoquinas, interleucinas, leucotrienos y prostaglandinas) en el tejido circundante, causando varios efectos sistémicos como vasodilatación, secreción de moco, estimulación nerviosa y contracción de los músculos lisos. Esto resulta en secreción nasal, picazón, dificultad para respirar y potencialmente anafilaxia. Dependiendo del individuo, el alérgeno y el modo de introducción, los síntomas pueden ser sistémicos (anafilaxia clásica) o localizarse en sistemas específicos del cuerpo; el asma se localiza en el sistema respiratorio, mientras que la urticaria y el eccema se localizan en la piel. Además de la ingestión oral, el contacto con la piel y la inhalación pueden desencadenar reacciones si hay abrasiones o cortes en la piel.

Reacción alérgica de urticaria en el brazo.

Después de que los mediadores químicos de la respuesta aguda disminuyen, a menudo pueden ocurrir respuestas de fase tardía debido a la migración de otros glóbulos blancos, como neutrófilos, linfocitos, eosinófilos y macrófagos, hacia los sitios de la reacción inicial. Esto suele verse entre 2 y 24 horas después de la reacción inicial. Las citoquinas de los mastocitos también pueden jugar un papel en la persistencia de los efectos a largo plazo. Las respuestas de fase tardía en el asma son ligeramente diferentes a las vistas en otras respuestas alérgicas, aunque también son causadas por la liberación de mediadores de los eosinófilos.
Además de las respuestas mediadas por IgE, la alergia al pescado puede manifestarse como dermatitis atópica, especialmente en niños pequeños. Algunos pueden mostrar ambos tipos de respuesta, de modo que un niño puede reaccionar a una prueba de provocación oral con síntomas alérgicos, seguidos un día o dos después por un brote de dermatitis atópica y/o síntomas gastrointestinales, incluyendo esofagitis eosinofílica alérgica.

### Proteínas alergénicas
La proteína parvalbúmina se ha identificado como el principal alérgeno causante de la alergia al pescado (pero no de la alergia a los mariscos, que es causada por la tropomiosina). La parvalbúmina es resistente al calor y a la digestión enzimática, por lo que la cocción no disminuye su potencia alergénica, ni tampoco lo hacen las enzimas digestivas. Los peces óseos contienen β-parvalbúmina, mientras que los peces cartilaginosos, como los tiburones y las rayas, contienen α-parvalbúmina; la alergenicidad a los peces óseos tiene una baja reactividad cruzada con los peces cartilaginosos. Además de la β-parvalbúmina, la enolasa, la aldolasa y el colágeno del pescado también pueden desencadenar reacciones alérgicas. El colágeno de pescado es ampliamente utilizado en la industria alimentaria en productos como caramelos de goma, gomitas y malvaviscos, y también puede comercializarse como ingrediente en suplementos dietéticos o como ingrediente inactivo en productos farmacéuticos. Las pruebas cutáneas estandarizadas que incorporan parvalbúmina para evaluar la sensibilidad al pescado no detectarán alergias al colágeno. Las personas pueden ser alérgicas a la parvalbúmina, al colágeno o a ambos.

### Intolerancia no alérgica

La histidina, el aminoácido precursor de la histamina.

La histamina, cuya estructura química se muestra, provoca picazón en una persona durante una reacción alérgica.

La intoxicación por escrombroides es una reacción a la ingesta de pescado que imita una reacción alérgica. Es causada por altas concentraciones de histamina, sintetizada por bacterias en el pescado en mal estado. La histamina es el principal químico natural responsable de las reacciones alérgicas verdaderas, de ahí la confusión con la alergia al pescado. Los síntomas de escromboides suelen aparecer entre 10 y 30 minutos después de la ingestión, e incluyen enrojecimiento de la piel, dolor de cabeza, picazón, visión borrosa, calambres abdominales y diarrea. Los pescados comúnmente implicados incluyen el atún, la caballa, la sardina, la anchoa, el arenque, el peto, el pez limón y el marlín. Estos peces tienen naturalmente altos niveles del aminoácido histidina, que se convierte en histamina cuando ocurre el crecimiento bacteriano debido al almacenamiento inadecuado. La cocción, el ahumado, el enlatado o la congelación posteriores no eliminan la histamina.

## Diagnóstico
El diagnóstico de la alergia al pescado se basa en el historial de reacciones alérgicas de la persona, pruebas cutáneas y medición de inmunoglobulina E específica para el pescado (IgE o IgEs) en suero. La confirmación se realiza mediante pruebas de provocación alimentaria con doble ciego y control con placebo. La alergia al pescado autoreportada a menudo no se confirma mediante una prueba de provocación alimentaria.

## Prevención
Se considera que la introducción de pescado en la dieta del bebé puede influir en el riesgo de desarrollar alergia, aunque existen recomendaciones contradictorias. Las revisiones sobre alérgenos en general afirman que la introducción de alimentos sólidos entre los 4 y 6 meses puede resultar en el menor riesgo posterior de alergia. Las revisiones específicas sobre la introducción de pescado en la dieta indican que el consumo de pescado durante el primer año de vida reduce el riesgo posterior de eccema y rinitis alérgica, pero el consumo materno durante el embarazo no tuvo ese efecto.

## Tratamiento

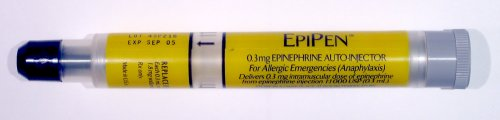
Los autoinyectores de epinefrina son dispositivos portátiles de una sola dosis de epinefrina que se usan para tratar la anafilaxia.

El tratamiento para la ingestión accidental de productos de pescado por personas alérgicas varía según la sensibilidad del individuo. Se puede prescribir un antihistamínico como la difenhidramina. A veces se receta prednisona para prevenir una posible reacción de hipersensibilidad de tipo I de fase tardía. Las reacciones alérgicas graves (anafilaxia) pueden requerir tratamiento con un autoinyector de epinefrina, un dispositivo de inyección diseñado para ser usado por una persona sin formación médica en caso de emergencia. A diferencia de la alergia al huevo, para la que existen investigaciones activas sobre inmunoterapia oral (ITO) para desensibilizar a las personas a los alérgenos del huevo, una revisión de 2015 mencionó que no existen ensayos clínicos publicados que evalúen la inmunoterapia oral para la alergia al pescado.

## Pronóstico
A diferencia de las alergias a la leche y al huevo, la alergia al pescado generalmente persiste en la edad adulta.

## Epidemiología
Los términos «incidencia» y «prevalencia» se utilizan comúnmente para describir la epidemiología de las enfermedades. La incidencia son los casos diagnosticados recientemente, expresados como nuevos casos por año por cada millón de personas. La prevalencia es el número de casos existentes, expresados como casos existentes por millón de personas durante un periodo de tiempo. Las revisiones citan una alergia al pescado autoreportada en un rango del 0 al 2,5% en la población general. La prevalencia de alergias autoreportadas siempre es mayor que la confirmada mediante pruebas de provocación alimentaria, que dos revisiones ubicaron en un 0,1% y un 0,3%, respectivamente.

## Regulación
Independientemente de si la prevalencia de las alergias alimentarias está en aumento, la concienciación sobre las alergias alimentarias ha aumentado, con impacto en la calidad de vida de los niños, sus padres y sus cuidadores. En Estados Unidos, la Ley de Etiquetado y Protección al Consumidor sobre Alérgenos Alimentarios (FALCPA), aprobada en agosto de 2004 y en vigor desde el 1 de enero de 2006, hace que las personas recuerden los problemas de alergias cada vez que manejan un paquete de alimentos, y los restaurantes han añadido advertencias de alérgenos en sus menús. The Culinary Institute of America, una escuela destacada en formación de chefs, ofrece cursos en cocina libre de alérgenos y una cocina de enseñanza separada. Los sistemas escolares tienen protocolos sobre los alimentos que se pueden llevar a la escuela. A pesar de todas estas precauciones, las personas con alergias graves saben que la exposición accidental puede ocurrir fácilmente en casa de otras personas, en la escuela o en restaurantes.

### Regulación de etiquetado

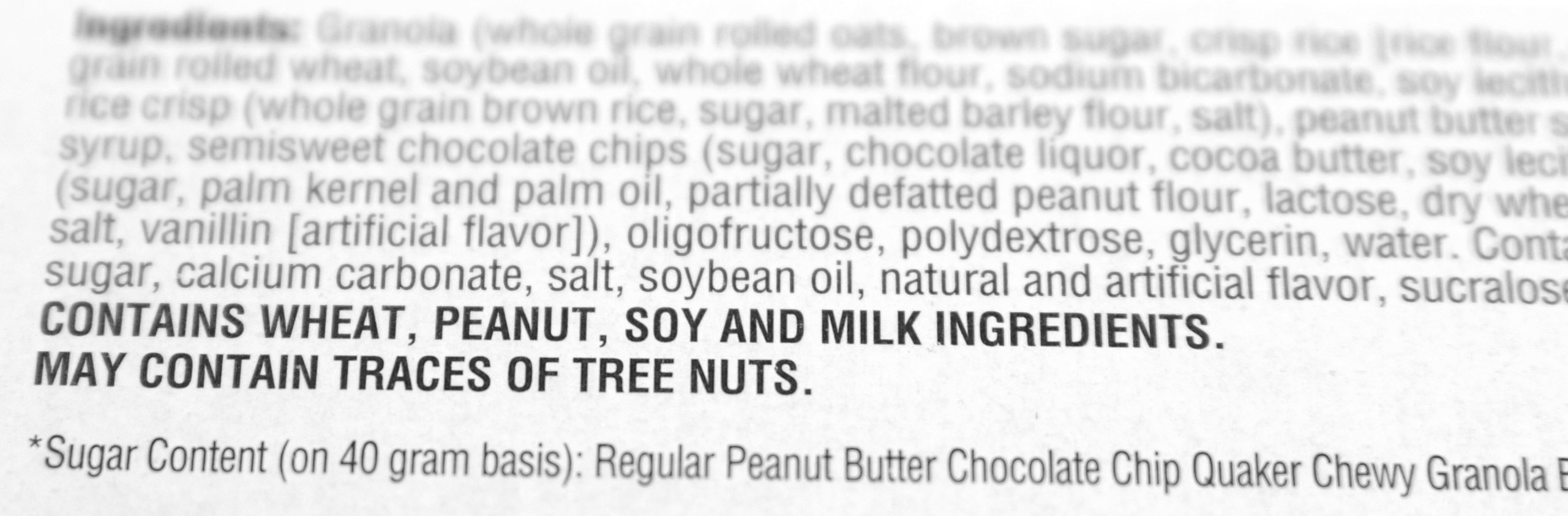
Ejemplo de "PUEDE CONTENER TRAZAS DE..." como una forma de listar trazas de alérgenos en un producto alimenticio debido a la contaminación cruzada durante la fabricación.

En respuesta al riesgo que ciertos alimentos representan para aquellos con alergias, algunos países han instituido leyes de etiquetado que exigen que los productos alimenticios informen claramente a los consumidores si contienen alérgenos importantes o subproductos de alérgenos entre los ingredientes añadidos intencionalmente. Sin embargo, no existen leyes de etiquetado que exijan declarar obligatoriamente la presencia de trazas en el producto final como consecuencia de la contaminación cruzada.

#### Ingredientes añadidos intencionalmente
FALCPA exige a las empresas que revelen en la etiqueta si un producto alimenticio envasado contiene alguno de estos ocho alérgenos alimentarios principales añadidos intencionalmente: leche de vaca, cacahuates, huevos, mariscos, pescado, frutos secos, soja y trigo. Esta lista se originó en 1999 a partir de la Comisión del Codex Alimentarius de la Organización Mundial de la Salud. Para cumplir con los requisitos de etiquetado de FALCPA, si un ingrediente se deriva de uno de los alérgenos con etiquetado obligatorio, debe incluir su "nombre de origen alimenticio" entre paréntesis, por ejemplo "Caseína (leche)", o alternativamente, debe haber una declaración separada pero adyacente a la lista de ingredientes: "Contiene leche" (y cualquier otro de los alérgenos con etiquetado obligatorio).